# Hiéroglyphe égyptien C7
Le hiéroglyphe égyptien C7 (Seth assis) est classifié dans la section C « Divinités anthropomorphes » de la liste de Gardiner ; il y est noté C7.

## Représentation
Il représente soit le dieu Seth sous forme thériocéphale (animal de Seth). Il est translittéré Stẖ.

## Utilisation
C'est un idéogramme du terme Stẖ « Seth ».
C'est un déterminatif des noms de Seth et du champ lexical de la souffrance.
| C6 |

| C6 |

## Exemples de mots
| sw | w | t · Z4 | C7 |

| sw | w | t · Z4 | C7 |

| i | K1 · n | D | C7 |

| i | K1 · n | D | C7 |

| n · q | m&t | C7 |

| n · q | m&t | C7 |